# Ibrahima Dramé
Ibrahima Dramé, né le 6 octobre 2001, est un footballeur international sénégalais qui évolue au poste d'ailier au Dila Gori.

## Biographie

### En club
Formé au Diambars FC, à Saly Portudal au Sénégal, il signe en janvier 2020 au LASK, alors deuxième de la Bundesliga autrichienne, dans la lignée des bonnes performances du jeune sénégalais avec les différentes sélections de son pays, alors qu'il est également courtisé par des clubs comme le RB Leipzig.
Dans la foulée de sa signature, il est prêté au FC Juniors OÖ en deuxième division pour le reste de la saison.

### En sélection
International avec l'équipe du Sénégal des moins de 20 ans, il participe à la Coupe d'Afrique des nations, où le Sénégal atteint la final, y étant défait par le Mali aux tirs au but. Dramé figure lui notamment dans l'équipe type de la compétition.
La même année, il participe aux Jeux africains, où il marque un but contre le Maroc et termine troisième de la compétition avec le Sénégal.
Il devient international en disputant les éliminatoires du Championnat d'Afrique des nations de football 2020.

## Palmarès
| Sénégal -20 ans - CAN -20 ans : - Finaliste en 2019. - Jeux africains : - 3e place en 2019. |

 Dila Gori
- Supercoupe de Géorgie de football
  - Vainqueur en 2025

### Distinctions personnelles
- L’équipe-type de la CAN 2019 U20